# St. Martin's Press
St. Martin's Press és una editorial amb seu a l'Equitable Building de Manhattan, a la ciutat estatunidenca de Nova York. Es tracta d'una de les principals editorials en llengua anglesa. Publica unes 700 obres a l'any sota sis segells: St. Martin's Press (llibres convencionals i best-sellers), St. Martin's Griffin (llibres convencionals de butxaca, tant de ficció com de no-ficció), Minotaur (novel·les de misteri, suspens i thrillers), Castle Point Books (llibres de no-ficció especialitzats), St. Martin's Essentials (estil de vida) i Wednesday Books (ficció per a adults joves).